# Halimione
L'halimione o salat portulacoide (Atriplex portulacoides) és una espècie de planta amb flors del gènere Atriplex dins la família de les amarantàcies (Amaranthaceae), encara que tradicionalment pertanyia a l'antiga família de les quenopodiàcies. És una planta nativa de l'Europa mediterrània i la del nord-oest, l'Àsia mediterrània i el nord d'Àfrica.
Addicionalment pot rebre els noms de èlima, herba blanca, sabonera, salat, salat herbaci, sosa blanca, verdolaga de la mar i verdolaga marina.
Algunes obres de referència (com Flora Iberica) prefereixen incloure al salat portulacoide dins del gènere Halimione. En canvi, la Flora dels Països Catalans o "Plants of the World Online" (POWO)consideren que cal incloure als representants d'aquest gènere dins d'Atriplex.

## Descripció
És de color verd grisenc. La planta creix fins als 75 cm. És de fulla perenne, i en els climes temperats del nord floreix de juliol a setembre.
Les flors són de color groc. Les masculines tenen un embolcall dividit en 5 lòbuls que protegeixen els 5 estams. Les femenines no tenen embolcall i tenen 2 bractèoles que acullen el pistil. Les flors són monoiques i són pol·linitzades pel vent.
El fruit és petit, de color bru i amb una única llavor. El fruit està protegit dins de les bractèoles de les flors femenines.

## Distribució i hàbitat
Es troba àmpliament distribuït a Euràsia temperada i parts d'Àfrica. És un halòfit, que prolifera a les maresmes i dunes costaneres, i en general s'inunda amb la marea alta. Halimione portulacoides habita a les costes de l'oest i el sud d'Europa, i des del Mar Mediterrani fins a l'oest d'Àsia.
Als Països Catalans es pot trobar a gran part de la costa, des del Rosselló al Baix Segura i a les Illes Balears; pot penetrar un xic a l'interior fins uns 200 metres d'altitud.

## Usos
Les fulles es poden menjar crues en amanides o cuites com a hortalissa. Són gruixudes i suculentes amb una textura cruixent i un sabor salat natural.